# پیت دیژاردان
پیت دیژاردان (انگلیسی: Pete Desjardins؛ ۱۰ آوریل ۱۹۰۷ – ۶ مه ۱۹۸۵) شیرجه‌رو اهل ایالات متحده آمریکا بود.
وی در مسابقات کشوری و بین‌المللی در مجموع برندهٔ ۲ مدال طلا، ۱ مدال نقره شده‌است.